# Borgholz Bahnhof
Borgholz Bahnhof ist ein Gewerbepark südlich der Ortschaft Borgholz in Nordrhein-Westfalen.

## Geografie
Das Gebiet liegt rund einen Kilometer südlich der Ortschaft Borgholz. Weitere umliegende Ortslagen sind Natzungen (ca. einen Kilometer westlich), Dalhausen (ca. zweieinhalb Kilometer nordöstlich) sowie die Stadt Borgentreich (ca. vier Kilometer südwestlich). Wie Borgholz liegt auch Borgholz Bahnhof im Stadtgebiet der Stadt Borgentreich.
Durch Borgholz Bahnhof fließt zudem der Eselsbach, der etwa einen Kilometer nordöstlich der Bebauung in die Bever mündet. 

## Infrastruktur
Der Gewerbepark liegt an der Bundesstraße 241, die östlich an Borgholz Bahnhof vorbeiführt.
In Borgholz Bahnhof befindet sich zudem eine Bushaltestelle mit dem Namen „Btr-Borgholz, Bahnhof“.

## Geschichte
Die Ansiedlungen von Firmen in Borgholz Bahnhof begann ab dem Jahr 1876 mit der Eröffnung der Bahnstrecke Holzminden–Scherfede. Letztgenannte diente damals primär für Express- und Güterzüge, die Züge umfuhren daher die meisten größeren Städte in der Umgebung. Beispiele hierfür sind neben Borgentreich die Städte Höxter und Warburg. Die Strecke wurde südlich an Borgholz vorbeigeführt, jedoch war auch für Borgholz ein Bahnhof vorgesehen. 1884 wurde in Borgholz das noch heute existierende Bahnhofsgebäude eingeweiht.
Mit dem Niedergang der Bahnstrecke Holzminden–Scherfede verlor auch der Bahnhof in Borgholz zunehmend an Bedeutung. Mittlerweile hatten sich andere Bahnstrecken besser für die regionale und nationale Erschließung etabliert als Holzminden–Scherfede, weshalb es am 30. Mai 1984 zur Stilllegung der Strecke in Richtung Beverungen für Güterzüge kam. Kurz darauf, am 2. Juni 1984, wurde die Strecke in beide Richtungen für den Regionalverkehr geschlossen. Bis zum 31. Mai 1992 fuhren noch vereinzelt Güterzüge nach Nörde. Schon bald wurden die Gleisanlagen abgebaut.

## Heutige Situation
Heutzutage ist in Borgholz Bahnhof nichts mehr an Gleisen vorhanden, lediglich das unter Denkmalschutz stehende Bahnhofsgebäude und die verwilderten Schotterdämme lassen den ehemaligen Bahnhof erahnen. Im Zuge einer Straßensanierung wurde die Eisenbahnbrücke über die Straße „Am bhf“ entfernt.
In Borgholz Bahnhof existieren unter anderem Fachhandel für Baustoffe, Holzverarbeitungen, Gartengeräte und Möbeleinrichtungen.
Koordinaten: 51° 36′ 34″ N, 9° 15′ 34″ O